# Butyrophenone

Butyrophenon

Als Butyrophenone wird eine Gruppe von chemischen Verbindungen bezeichnet, die sich vom Butyrophenon (1-Phenylbutan-1-on) ableiten. Wegen einer antipsychotischen (neuroleptischen) Wirkung werden manche Butyrophenone therapeutisch unter anderem in der Psychiatrie eingesetzt, etwa zur Behandlung der Schizophrenie. Der einfachste Vertreter der Butyrophenone ist das Butyrophenon.

## Beispiele
Wichtige Vertreter der psychoaktiven Butyrophenone sind zum Beispiel:
- Benperidol
- Bromperidol
- Droperidol
- Haloperidol
- Melperon
- Pipamperon

## Wirkung
Die Zugehörigkeit zur Gruppe der Butyrophenone allein besagt noch nichts über die neuroleptische Wirkstärke einer Substanz. Allerdings gehören die stärksten (potentesten) aller bekannten Neuroleptika zu den Butyrophenonen: Benperidol, Trifluperidol und Haloperidol.
Den hochpotenten Butyrophenonen ist eine starke Affinität zu den Dopamin-Rezeptoren in bestimmten Bereichen des Zentralnervensystems gemeinsam, vor allem zum D2-Rezeptor. Die Blockade der dopaminergen Übertragung in den Basalganglien bewirkt dabei die typischen Begleiteffekte (Extrapyramidal-motorische Störungen, EPMS, siehe unten). Daneben blockieren Butyrophenone die Signaltransduktion von Serotonin und Noradrenalin.
Neben der antipsychotischen besitzen die Butyrophenone auch eine antiemetische Wirkung.

## Unerwünschte Wirkungen
Butyrophenone haben, verglichen mit anderen Neuroleptika, eher leichtere Nebenwirkungen, darunter im Vergleich mit den niederpotenten Phenothiazinen weniger anticholinerge und sedierende Nebenwirkungen. Die Schadwirkungen der hochpotenten Vertreter können prinzipiell auch bei den schwächeren auftreten, jedoch in der Regel weniger ausgeprägt. Das niederpotente Butyrophenon Melperon bewirkt eine geringfügige Steigerung extrapyramidalmotorischer Störungen, keine Erhöhung der Prolactin-Konzentration, eine geringe Sedierung und eine Senkung des Blutdrucks, aber keine anticholinergen Wirkungen. Das hochpotente Butyrophenon Haloperidol erzeugt stark erhöhte extrapyramidalmotorische Störungen, eine mittlere Erhöhung der Prolactin-Konzentration, eine geringfügige Senkung des Blutdrucks, aber keine Sedierung und keine anticholinergen Wirkungen.

## Geschichte
Die ersten Butyrophenone wurden ab 1958 bei Janssen Pharmaceutica synthetisiert, als Pharmakologen und Chemiker ausgehend vom Pethidin nach antipsychotisch wirksamen Stoffen suchten. Seit Mitte der 1960er Jahre fanden Haloperidol und andere Butyrophenone breite Anwendung in den psychiatrischen Kliniken.

## Darreichungsformen und Besonderheiten
Wegen der relativen Unbeliebtheit speziell der hochpotenten Butyrophenone und der mangelnden
Compliance vieler Patienten wurden schon früh Depotpräparate entwickelt, die den Wirkstoff nach Injektion langsam und kontinuierlich freisetzen. Das gebräuchlichste Medikament dieser Art ist das Haloperidol (HALDOL)-Decanoat.

## Verwandte Substanzen
Die Diphenylbutylpiperidine können als Untergruppe bzw. Sonderformen der Butyrophenone aufgefasst werden. Sie werden ebenfalls als Neuroleptika eingesetzt.